# Alleluia (film)
Pour les articles homonymes, voir Alléluia (homonymie).
Pour plus de détails, voir Fiche technique et Distribution.
Alleluia est un thriller belgo-français coécrit et réalisé par Fabrice Du Welz, sorti en 2014.

## Synopsis
Déçue par son mariage et manipulée par un mari jaloux, Gloria se sauve avec sa fille et tente de refaire sa vie. Sur les conseils d'une amie, elle accepte de rencontrer un homme contacté par petite annonce. Elle fait ainsi la connaissance du charmant Michel, un quadragénaire et petit escroc qui dépouille les veuves de leurs économies après les avoir séduites. Troublé par cette femme tombée follement amoureuse de lui, Michel prend la fuite. Mais Gloria le retrouve et se montre prête à tout pour sauvegarder leur amour, comme se faire passer pour sa sœur afin qu'il poursuive ses arnaques. Devenus éperdument amoureux l'un de l'autre, les amants s'enfoncent dans une passion destructrice et entament une odyssée meurtrière.

## Fiche technique
- Titre original : Alleluia
- Réalisation : Fabrice Du Welz
- Scénario : Fabrice Du Welz, Vincent Tavier et Romain Protat
- Musique : Vincent Cahay
- Décors : Emmanuel de Meulemeester
- Costumes : Christophe Pidre et Florence Scholtes
- Maquillages et coiffures : Urteza da Fonseca, Julie Grazina
- Montage : Anne-Laure Guégan
- Photographie : Manuel Dacosse
- Son : Frédéric Meert, Valène Leroy, Bertrand Boudaud et Emmanuel de Boissieu
- Production : Clément Miserez, Vincent Tavier et Matthieu Warter
- Sociétés de production : One Eyed, Panique, Radar Films et Savage Film, en association avec la SOFICA Cofinova 8
- Sociétés de distribution : O'Brother Distribution / Carlotta Films
- Pays d’origine :  Belgique
 France
- Langue originale : français
- Format : couleur - 2,35:1 - son Dolby numérique
- Genre : thriller
- Durée : 95 minutes
- Dates de sortie : 
  - France : 22 mai 2014 (Festival de Cannes) ; 26 novembre 2014 (sortie nationale)
- Classification :
  - France : interdit aux moins de 16 ans

## Distribution
- Laurent Lucas : Michel
- Stéphane Bissot : Madeleine
- Lola Dueñas : Gloria
- Édith Le Merdy : Marguerite
- Anne-Marie Loop : Gabriella
- David Murgia : Père Luis
- Helena Noguerra : Solange
- Pili Groyne : fille de Solange
- Renaud Rutten : réceptionniste (scènes supprimées au montage final)
- Philippe Résimont : homme à la friterie (scènes supprimées au montage final)

## Distinctions

### Récompenses
- 6e cérémonie des Magritte du cinéma[1] :
  - Meilleure image pour Manu Dacosse.
  - Meilleur son pour Emmanuel de Boissieu, Frédéric Meert et Ludovic Van Pachterbeke.
  - Meilleurs décors pour Emmanuel de Meulemeester.
  - Meilleur montage pour Anne-Laure Guégan.

### Nominations et sélections
- AFI Fest 2014 : sélection « Midnight »
- Festival de Cannes 2014 : sélection « Quinzaine des réalisateurs »
- Festival international du film de Toronto 2014 : sélection « Vanguard »
- Festival international du film fantastique de Neuchâtel 2014 : sélection « Films of the third kind »

## Autour du film
Il s'agit d'une nouvelle adaptation du parcours criminel de Raymond Fernandez et Martha Beck.